# Giovanni Antonio Bertoli
Pour les articles homonymes, voir Bertoli.
Giovanni Antonio Bertoli, baptisé le 27 janvier 1598 à Lonato et mort après 1645, est un compositeur et bassoniste italien de la période baroque.

## Biographie
Giovanni Antonio Bertoli est baptisé à Lonato le 27 janvier 1598.
Il est enfant de chœur et choriste dans l'église paroissiale de Lonato puis étudie avec Antonio Bertali et Pietro Verdina à la Scuola Accolitale (école des acolytes) de Vérone, sous la direction de Stefano Bernardi.
Entre avril 1614 et juillet 1615, il joue du cornet à la cathédrale de Vérone. On connait par ailleurs très peu de choses de sa vie, en dehors d'indications présentes dans ses œuvres publiées. Ainsi, dans la dédicace de son Salmi intieri (Venise, 1639) à l'empereur Ferdinand III, Bertoli déclare avoir été au service de l'archiduc Carl Joseph de Habsbourg, évêque de Breslau et de Bressanone, probablement à la suite de son professeur Bernardi, qui fut lui-même au service de l'archiduc de 1622 à 1624.
Dans les deux préfaces de ses Compositioni musicali (Venise, 1645), Bertoli indique avoir été convaincu de publier le recueil par Francesco Turini, organiste de la cathédrale de Brescia et dédicataire du volume, et par deux musiciens travaillant à la cour de Ferdinand III, Bertali et Giovanni Sansoni, ce qui montre qu'il se trouvait bien en Italie à cette époque et continuait à avoir des liens avec la chapelle impériale des Habsbourg. Il indique également que ces compositions n'étaient à l'origine destinées qu'à lui-même, ce qui prouve qu'il était bassoniste. Selon l'hommage posthume rendu par Stefano Pasino dans la préface de ses sonates de 1679, on apprend également que Bertoli dirigeait un groupe d'instrumentistes à vent actifs dans les « chapelles sacrées de Lombardie ».
Les Compositioni musicali constituent non seulement le premier recueil publié de sonates pour basson de l'histoire, mais aussi le premier ensemble connu consacré à des sonates solistes. Dans chaque sonate, le continuo introduit un court motif, qui revient plusieurs fois sous la forme d'un interlude. La structure des pièces découle d'une pratique d'improvisation établie qui implique des variations strophiques ainsi qu'une difficulté technique et rythmique croissantes pour l'interprète. 
Quant à la collection antérieure de Salmi intieri, elle montre pour le musicologue Gabriele Bonomo la maîtrise de Giovanni Antonio Bertoli « dans l'adaptation des techniques les plus récentes de l'écriture concertante à un cycle complet de psaumes, y compris un Magnificat à cinq voix et les quatre principales antiennes mariales pour trois voix, deux violons ou cornettistes et continuo ». 
Sa date de mort se situe après 1645 mais est inconnue précisément,. 

## Œuvres
Les œuvres publiées de Bertoli consistent en :
- Salmi intieri che si cantano alli Vespri di tutte le feste e solemnità dell'anno, pour 5 voix, basse continue et autres instruments (Venise, 1639) ;
- Compositioni musicali fatte per sonare col fagotto solo, ma che puonno servire ad altri diversi stromenti, et delle quali anche le voci possono approfitarsi (Venise, 1645), soit 9 Sonates pour basson, nos 1-3 en édition moderne chez Hortus musicus (1973).